# 银川能源学院
银川能源学院是中华人民共和国的一所全日制本科民办普通高等学校，位于宁夏回族自治区银川市。
1999年10月，银川大学开始筹建。2004年5月，在银川大学的基础上成立银川科技职业学院，并保留“银川大学（筹）”的牌子。2012年3月，升格为银川能源学院。